# BGM-75 (ミサイル)
BGM-75はアメリカ合衆国が開発検討していた大陸間弾道ミサイル(ICBM)。ZBGM-75の類別記号が与えられ、ウエポン・システム120A(WS-120A)として1966年より開発検討が開始されたが、翌1967年に開発中止され、実用化には至らなかった。

## 概要
ミニットマン IICBMは、1962年より配備に付けられており、アメリカ空軍ではその後継として先進大陸間弾道ミサイル(Advanced Intercontinental Ballistic Missile,AICBM)の開発検討を1966年より開始した。1966年4月に計画はスタートし、6月にZBGM-75の類別記号が与えられた。記号名のZは、計画段階にあることを意味している。
ミニットマン Iは単弾頭であったが、ZBGM-75は固体燃料式の大型ロケットであり、10から20個の複数弾頭を有するMIRV式のミサイルとして検討された。ミサイルはミニットマンのものよりも強化されたミサイルサイロに収められる。このほか、鉄道搭載方式も検討された。また迎撃対応として欺瞞能力（ペネトレーションエイド）も強化される。
1967年に入り、ZBGM-75はメーカーへの提案要求は未だなされていなかったが、アメリカ合衆国国防長官ロバート・マクナマラは、財政上の問題及びミニットマン向けの強化サイロが開発中であることを理由に開発費計上を認めず、ZBGM-75の開発検討は中止された。順調に開発が進んだ場合は、1973年より部隊配備開始予定であった。
ミニットマンは改良が継続され、弾頭3基搭載のMIRVであるIII型が1970年に実用化されている。ミニットマン後継ミサイルは、1972年より、後のピースキーパーとなるMXミサイルの開発が開始された。

## 参考
脚注
1. 1 2 3 4 5  Parsch 2003
2. ↑  Parsch 2009
3. ↑  Tammen 1973, p.88.
4. 1 2 3 4  Auten 2008, pp.42-43.
5. ↑  Hartunian 2003

文献
- Auten, Brian J. (2008). Carter's Conversion: the hardening of American defense policy. Columbia, MO: University of Missouri Press. ISBN 978-0-8262-1816-2 2010年12月7日閲覧。
- Edwards, Joshua S. (2005年9月20日). “Peacekeeper missile mission ends during ceremony”.   United States Air Force. 2012年7月17日時点のオリジナルよりアーカイブ。2010年12月7日閲覧。
- Hartunian, Richard (2003年). “Ballistic Missiles and Reentry Systems: The Critical Years”. Crosslink.  El Segundo, CA:  The Aerospace Company. 2010年12月7日閲覧。
- Parsch, Andreas (2003年). “BGM-75 AICBM”. Directory of U.S. Military Rockets and Missiles.   designation-systems.net. 2010年12月15日時点のオリジナルよりアーカイブ。2010年12月7日閲覧。
- Parsch, Andreas (2009年). “Current Designations of U.S. Unmanned Military Aerospace Vehicles”.   designation-systems.net. 2010年12月10日閲覧。
- Tammen, Ronald L. (1973). MIRV and the Arms Race: An Interpretration of Defense Strategy. Westport, CT: Praeger. ASIN B000JNG51G